# Katlyn Yohn
Katlyn "Katie" Yohn (geboren am 1. März 1991 in St. Charles, Illinois) ist eine amerikanische Basketballspielerin, die auf allen Positionen eingesetzt werden kann. Die gelernte Aufbauspielerin wurde schon als Flügelspielerin und bei den Rhein-Main Baskets nach der Verletzung der etatmäßigen Centerin sogar als Centerin eingesetzt.

## Leben und Karriere
Katlyn Yohn ist in St. Charles, Illinois als Tochter der Janice Yohn und des Stephen Yohn geboren. Sie hat 3 Geschwister. Sie begann das Basketballspielen an der St. Edwards Schule, wo sie die erfolgreichste Korbwerferin aller Zeiten ist. Sie setzte ihre Karriere an der Bradley Universität in Peoria bei den Bradley Braves fort.
Im Januar 2015 startete sie ihre Profikarriere. Sie wechselte nach Deutschland in die 1. Damen-Basketball-Bundesliga (1. DBBL) und spielte für das südhessische Team  Rhein-Main Baskets.
Zur Saison 2015–2016 wechselte sie innerhalb Hessens zum Erstligisten BC Marburg.  2019 wechselte sie zu Kalamunda Eastern Suns in Australien und kehrte im November 2019 zum BC Marburg zurück.

## Erfolge
- Vizepokalsieger 2015 mit den Rhein-Main-Baskets.
- Als Spielerin mit den meisten Punkten (1812) in der Geschichte  "Green Waves" in der St. Edward Hall of Fame geehrt.
- Second-Team All-MVC (2012–13)
- Two-Time Honorable Mention All-MVC (2009–10 & 2010–11)
- First-Team MVC Scholar-Athlete (2012–13)
- MVC All-Freshman Team (2009–10)
- MVC Player of the Week (3/4/13)
- Three-time MVC Newcomer of the Week (2009–10)
- All-Tournament Team Winthrop Classic (2011–12)
- All-Tournament Team Cancun Thanksgiving Classic (2010–11)
- Honorable Mention MVC Scholar-Athlete (2011–12)
- Bradley Country Financial Scholar-Athlete of the Week (3/13/13, 3/7/13, 2/13/13, 11/30/11, 1/26/11, 1/12/11 & 12/1/10)
- Bradley AD Honor Roll (Fall 2009, Spring 2010, Fall 2010, Spring 2011, Fall 2011, Spring 2012, Fall 2012 & Spring 2013)